# Айвазян, Артемий Сергеевич
Арте́мий (Арутюн) Серге́евич Айвазя́н (арм. Արտեմի Սերգեյի Այվազյան; 26 июня [9 июля] 1902, Баку — 14 ноября 1975, Ереван) —  армянский советский джазовый композитор, дирижёр, виолончелист.
Создатель и руководитель Государственного эстрадного оркестра Армении. Народный артист Армянской ССР (1964).

## Биография
Учился в Бакинском музыкальном училище у Василия Доброхотова. Окончил Тбилисскую консерваторию (1923) по классу виолончели, ученик К. А. Миньяр-Белоручева. Продолжил обучение сначала в Ереване, а затем — в Московской консерватории по классу виолончели С. М. Козолупова. Лауреат первого Всесоюзного конкурса музыкантов-исполнителей (1933), но как виолончелист карьеры не сделал.
В 1938 году А. С. Айвазян организовал Государственный эстрадный оркестр Армении и прославился благодаря песням («Джан-Ереван», «Шагай вперед мой караван…») и джазовой ориентации коллектива. В 1956 году уступил руководство оркестром Константину Орбеляну.
В 1943—1945 годах руководил Ереванским театром музыкальной комедии. Член КПСС с 1955 года. С 1938 по 1956 год он руководил Армянским муниципальным оркестром , также называемым Армянским государственным джазовым оркестром, который получил известность благодаря своему джазовому репертуару.
Автор оперы «Тапарни-кос» (1938), «Господин Минтоев в Париже» (1965, поставлена в Ереванском театре оперы и балета); оперетт «Ашуг Мурад» (1942), «Восточный дантист» (1943), «Счастливый день» (1945), «Кадж Назар» (1946), «Старая болезнь» (1953), «Любовь под звёздами» (1970), «Поздно да мило» камерно-инструментальных, вокальных и других сочинений.
Артемий Айвазян писал музыку к фильмам («Перед рассветом», «О чём шумит река», «Сердце матери») и мультфильмам («Снежная королева» и «Волк и семеро козлят»).

## Награды
- заслуженный деятель искусств Армянской ССР (1939)
- народный артист Армянской ССР (1964)
- три ордена «Знак Почёта» (04.11.1939 — «за выдающиеся заслуги в деле развития армянского театрального и музыкального искусства»; 27.06.1956; 1964)

## Дискография
- Государственный эстрадный оркестр Армянской ССР (1948)